# Фаррингтон, Адель
Адель Фаррингтон урождённая Анна Кинг  (англ. Adele Farrington; 1867, Бруклин – 19 декабря 1936, Лос-Анджелес) – американская актриса
 театра и кино.
Была театральной актрисой, прежде чем снялась в 74 фильмах с 1914 по 1926 год. Пришла в кинематограф поздно, когда ей было уже 47 лет.
Снялась во многих фильмах Лоис Уэбер и Филлипса Смолли. Её мужем был кинорежиссер и актёр  Хобарт Босворт, в фильмах которого она также часто появлялась. Супруги развелись в 1919 году. 
Умерла в Лос-Анджелесе, Калифорния.

## Избранная фильмография
- False Colors (1914)
- It's No Laughing Matter (1915)
- Hypocrites (1915)
- The Devil's Bondwoman (1916)
- Her Defiance (1916)
- The Love Girl (1916)
- The Mate of the Sally Ann (1917)
- The House of Silence (1918)
- Such a Little Pirate (1918)
- Putting It Over (1919)
- A Fugitive from Matrimony (1919)
- In Old Kentucky (1919)
- Too Much Johnson (1919)
- The Mollycoddle (1920)
- The Girl in the Web (1920)
- Rio Grande (1920)
- One Hour Before Dawn (1920)

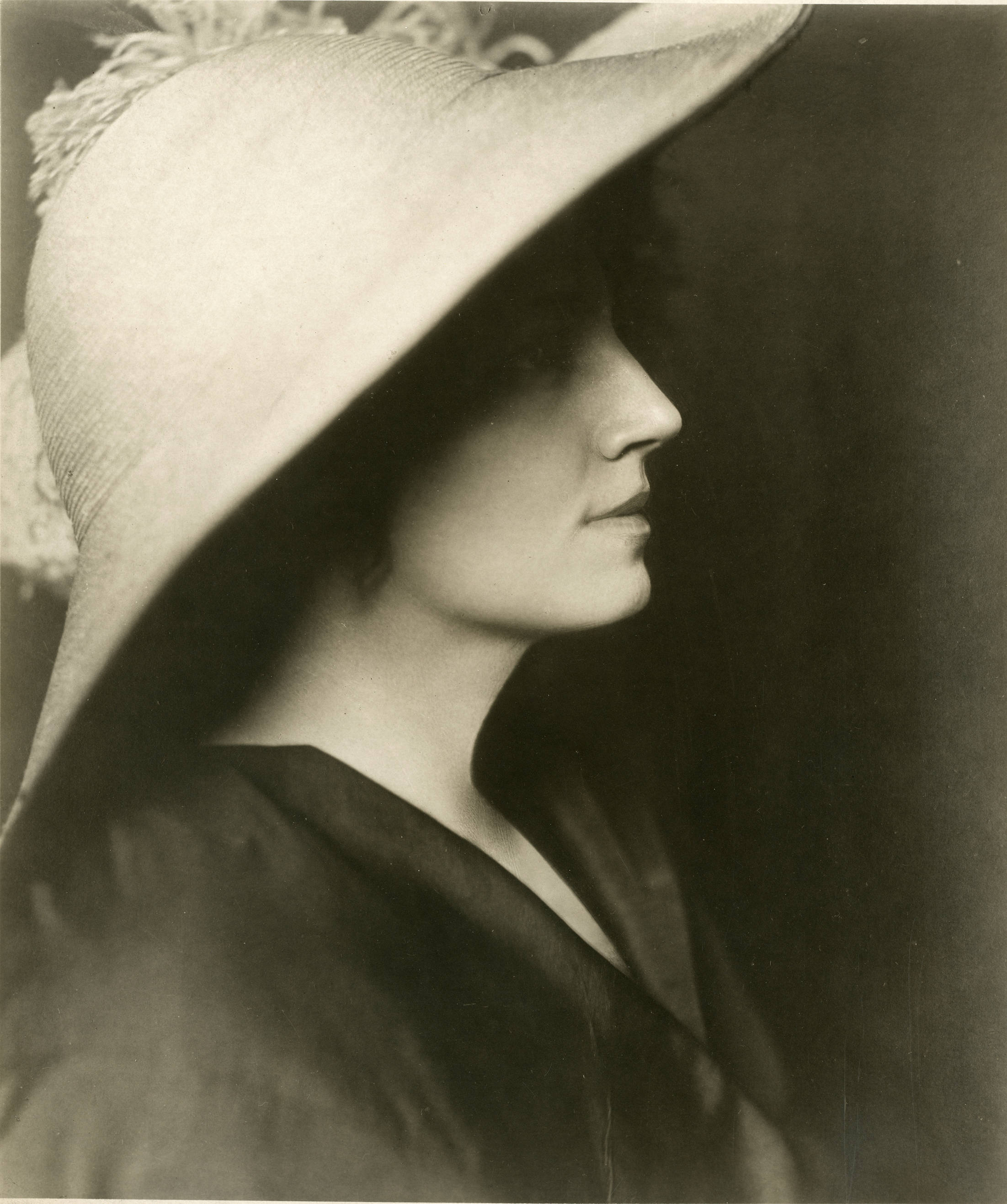

- The Palace of Darkened Windows (1920)
- Black Beauty (1921)
- The Child Thou Gavest Me (1921)
- Her Mad Bargain (1921)
- The Spenders (1921)
- The Charm School (1921)
- A Connecticut Yankee in King Arthur's Court (1921)
- Папа-холостяк
- Bobbed Hair (1922)
- The Scarlet Lily (1923)
- One Stolen Night (1923)
- Bag and Baggage (1923)
- The Man Next Door (1923)
- A Gentleman of Leisure (1923)
- Shadow of the Law (1926)
- The Traffic Cop (1926)